# Zalakaros
Zalakaros [zalakaroš] je město v župě Zala v Maďarsku. V roce 2024 zde žilo 2 355 obyvatel.

## Poloha
Zalakaros leží v západní části Maďarska, jihozápadně od Balatonu, nedaleko Kis-Balatonu. Nedaleko leží obce Galambok a Balatonmagyaród. Jižně od města vede hlavní silnice 7 a též dálnice M7.

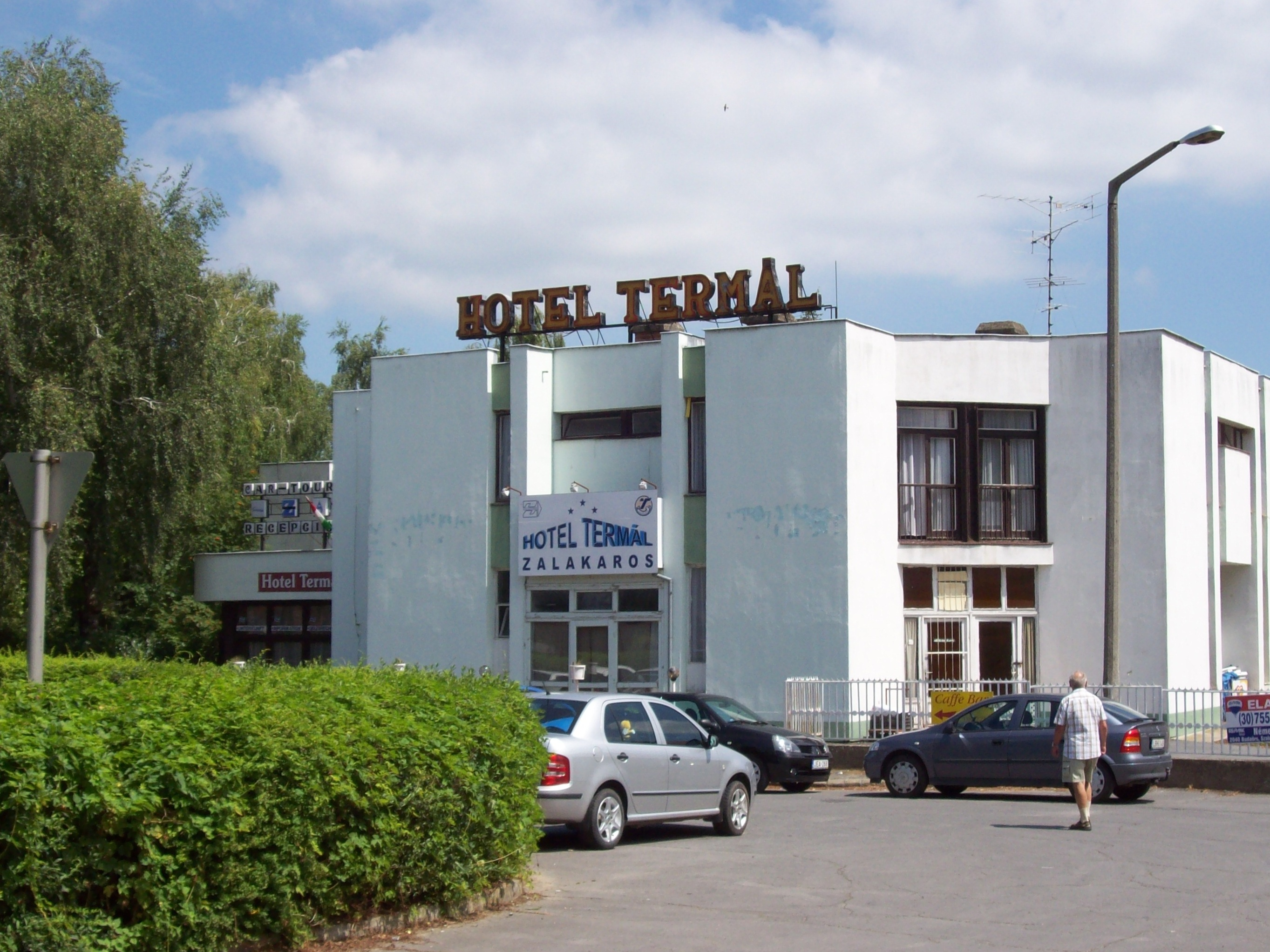
Hotel Termál v centru
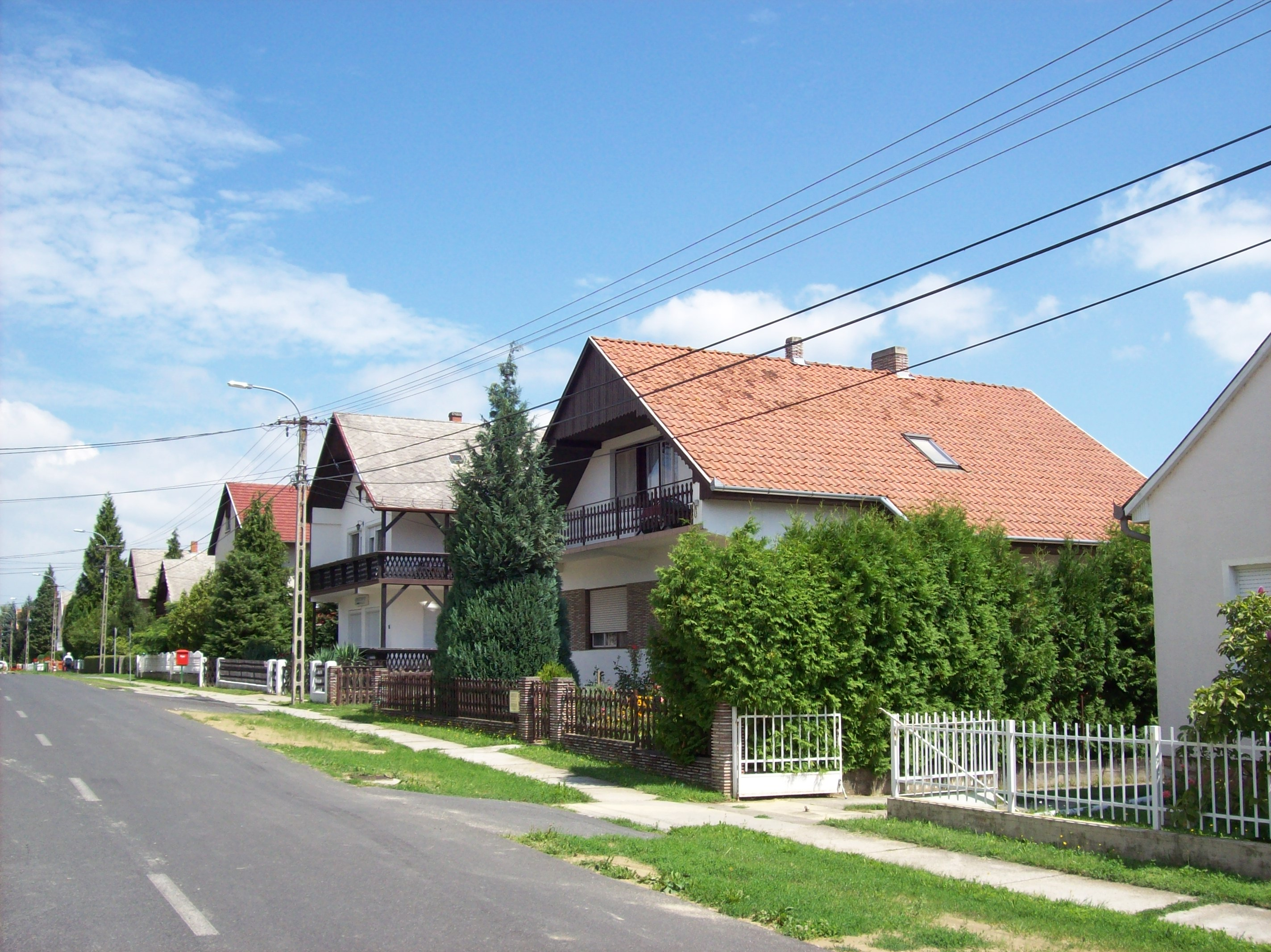
Okrajová část města (Liget utca)

## Historie
První zmínky o osadě jménem Korus pochází z roku 1254. Během turecké okupace se místo téměř vylidnilo. Z 18. století pocházejí zmínky o městysi. V 19. a 20. století nastává rozvoj dopravy v okolí. Novodobá historie začíná pro Zalakaros v roce 1962, kdy byly při průzkumném vrtu objeveny termální prameny a v roce 1965 byly otevřeny první termální lázně.

## Lázeňství
Ve městě se nachází rozsáhlý areál termálních lázní a koupaliště, podle počtu návštěvníků šestý největší v Maďarsku. Alkalická voda používaná v lázních pochází z hloubky 2000 m, její původní teplota je 96 °C. Obsahuje chloridy, jód, brom, fluor, síru, sodík, draslík, hořčík, železo, mangan, kyselinu metaborovou, kyselinu křemičitou a volný oxid uhličitý. Používá se především pro léčbu chorob pohybové soustavy.
Z jiného zdroje pak pochází voda používaná v termálním koupališti. Její původní teplota je 53 °C, obsahuje chlorid sodný a hydrogenuhličitan. Pomáhá k léčbě gynekologických, kloubních a kožních chorob.

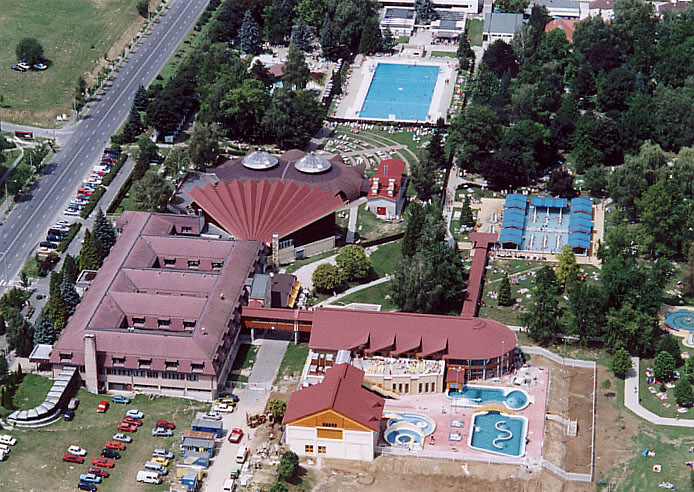
Letecký pohled na lázeňský areál
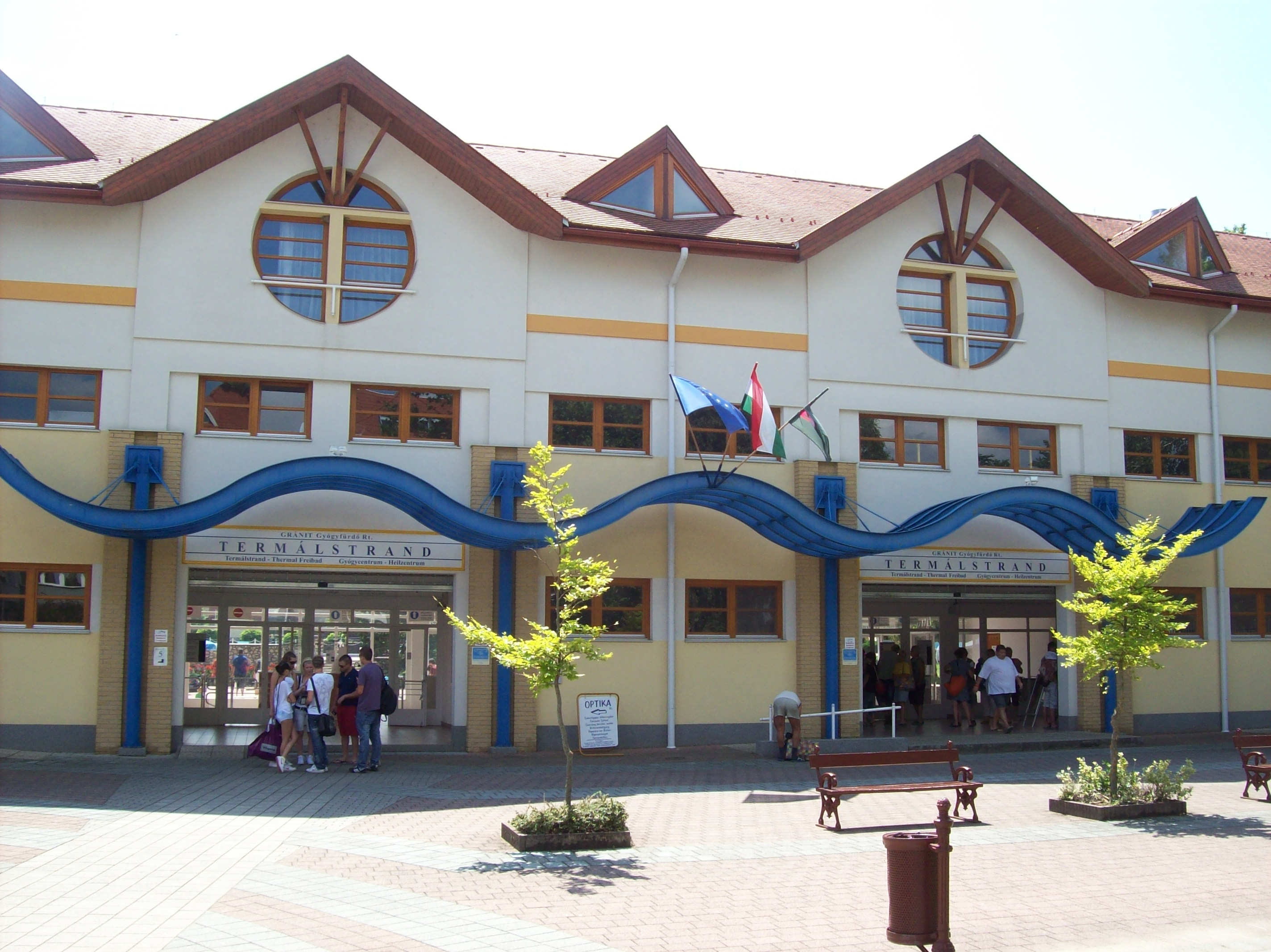
Vstup do lázeňského areálu
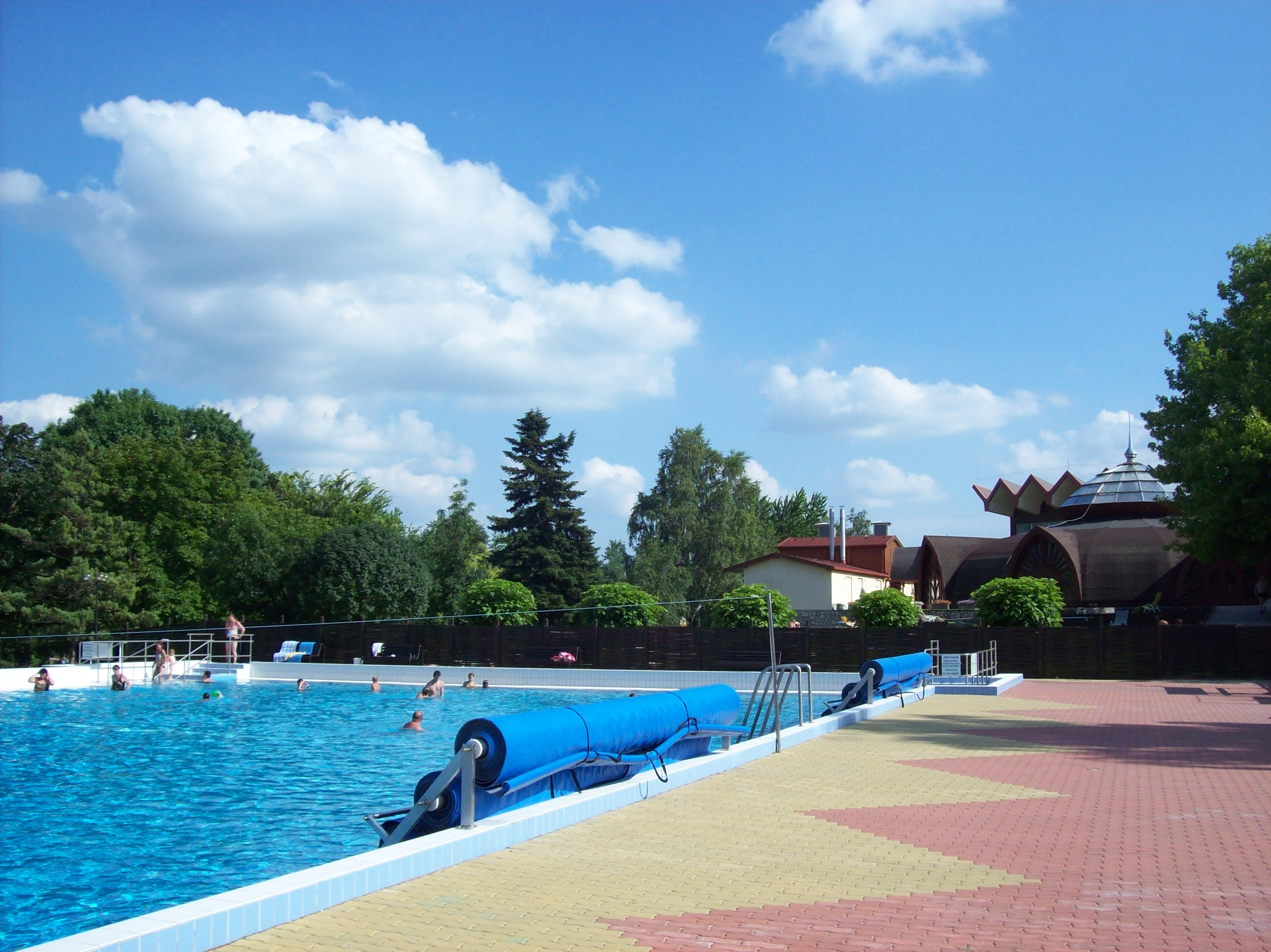
Bazén v lázeňském areálu